# Светска економска криза
Светска економска криза или велика рецесија је период великог економског пада који је почео крајем прве деценије 21. века. Тачан обим, временски оквир и да ли се завршила су ствар спорења и зависи од земље до земље. Што се тиче обима,
ММФ је закључио да је у питању најгора глобална рецесија од краја Другог светског рата. Претходница светске економске кризе су америчка финансијска криза 2007/08 и америчка хипотекарна криза 2007-09.
Да би се схватио сам обим кризе и њене последице довољно је погледати стопе економског раста Србије, која је у годинама пред кризу (2005, 2006 и 2007) имала стопе раста од 5% и 6%, а у једној години чак и 7%, да би у 2015. тај раст износио само 0,7%.
Такође треба имати у виду да се криза није осетила свугде исто. У Северној Америци и Европи је дошло до економског пада (рецесије) док су нпр. Кина и Индија и даље бележиле значајне стопе раста током кризе.

## Преглед
Ова криза је само 2009. године испунила ММФ-ов критеријум за глобалну рецесију (реалан пад светског БДП по паритету куповне моћи). Упркос чињеници да су квартални подаци за земље Г20 (земље које чине 85% светског БДП) приказивали рецесију, ММФ је (у одсуству комплетних података) одлучио да не прогласи мере против глобалне рецесије на основу кварталних података. Међутим БДП земаља Г20 је добар индикатор од када до када је криза била на светском нивоу, реалан пад БДП земаља Г20 је био у три узастопна квартала: од трећег квартала 2008. до првог квартала 2009.
Године до кризе је карактерисао прекомеран раст цена имовине (некретнине, фирме и сл.) и велики пораст економске потражње. Америчко банкарство у сенци (не-депозитарне финансијске институције као што су инвестиционе банке) је нарасло до те мере да је постало конкуренција класичним банкарским институцијама с тим што није подлегало истој контроли, што је за последицу имало већу могућност пропасти таквих институција.
Услед кризе дошло је до енормног пада међународне трговине, раста незапослености и пада цена добара. Неколико економиста је предвиђало да опоравка неће бити пре 2011. и да је ово најгора криза од Велике депресије. Економиста Пол Кругман је ово назвао почетком друге Велике депресије

## Поређење са великом депресијом
Дана 17. априла 2009 тадашњи директор ММФ Доминик Строс-Кан је изјавио да постоји шанса да неке земље неће спроводити праву политику што ће за последицу имати прерастање рецесије у депресију. Слободан пад у светској економији се можда смањује и постоји потенцијал за опоравак већ у 2010, али ово искључиво важи ако се усвоји и спроведе права економска политика данас. ММФ је истакао да за разлику од Велике депресије а као последица глобалне интегрисаности тржишта, ова криза је синхронизована што за последицу има дуже трајање исте и спорији опоравак.
Оливије Бланшар тадашњи главни економиста ММФ је изјавио: Дугорочна незапосленост је алармантно висока, у САД половина незапослених је незапослена дуже од шест месеци, то је нешто што нисмо видели још од велике депресије. ММФ је изјавио да постоји веза између раста неједнакости између богатих и сиромашних у западним економијама и пада потражње. Последњи пут када је разлика између богатих и сиромашних достигла ове екстреме је била 1928-29.